# Adalbert Bezzenberger
Adalbert Bezzenberger (født 14. april 1851 i Kassel, død 31. oktober 1922 i Königsberg) var en tysk sprogforsker.
Han studerede i Göttingen og München, virkede fra
1874 som privatdocent i Göttingen og blev 1879
professor i sanskrit og sammenlignende sprogvidenskab
ved Universitet i Königsberg. Hans hovedværker
vedrører litauisk og lettisk: Beiträge
zur Geschichte der litauischen Sprache (1877),
Litauische Forschungen (1882), Lettische
Dialektstudien (1885) og flere andre. Desuden
skrev mange mindre afhandlinger, særlig i det af
ham redigerede tidsskrift Beiträge zur Kunde
der indogermanischen Sprachen (30 Bind,
1877—1906), slået sammen med Zeitschrift für
vergleichende Sprachforschung, i hvis
redaktion han derefter indtrådte. Af andre
værker, ved hvilke han har været en fremtrædende
medarbejder, må nævnes A. Ficks
Vergleichendes Wörterbuch der indogermanischen
Sprachen (3. oplag 1874—76, 4. oplag I—III 1890—1909).